# Архиепархия Джоса
Архиепархия Джоса (лат. Archidioecesis Iosensis) — архиепархия Римско-Католической церкви c центром в городе Джос, Нигерия. В митрополию Джоса входят епархии Баучи, Джалинго, Йолы, Майдугури, Панкшина и Шендама. Кафедральным собором архиепархии Джоса является церковь Пресвятой Девы Марии Фатимской.

## История
9 апреля 1934 года Римский папа Пий XI издал буллу «Praedecessorum Nostrorum», которой учредил апостольскую префектуру Джоса, выделив её из апостольской префектуры Северной Нигерии (сегодня — Архиепархия Кадуны).
28 апреля 1942 года и 14 июля 1950 года апостольская префектура Джоса передала часть своей территории для возведения новых апостольских префектур Ниамея (сегодня — Архиепархия Ниамея) и Йолы (сегодня — Епархия Йолы).
29 июня 1953 года Римский папа Пий XII выпустил буллу «Praeclara Christi», которой передал часть территории апостольской префектуры Джоса для возведения новой апостольской префектуры Майдугури (сегодня — Епархия Майдугури), одновременно преобразовав апостольскую префектуру Джоса в епархию. В этот же день епархия Джоса вошла в митрополию Лагоса.
16 июля 1959 года епархия Джоса вошла в митрополию Кадуны.
26 марта 1994 года Римский папа Иоанн Павел II издал буллу «Universae Ecclesiae», которой возвёл епархию Джоса в ранг архиепархии.
В следующие годы архиепархия Джоса передала часть своей территории для возведения новых церковных структур:
- 10 июля 1995 года — епархии Кафанчана;
- 5 июля 1996 года — апостольского викариата Баучи (сегодня — Епархия Баучи);
- 5 декабря 2000 года — епархии Лафиа;
- 2 июня 2007 года — епархии Шендама;
- 18 марта 2014 года — епархии Панкшина.

С 24 по 26 декабря 2010 года в архиепархии Джоса в городе Натале произошли столкновения между христианами и мусульманами, в результате которого погибли более 80 человек.

## Ординарии архиепархии
- епископ Guglielmo Lumley (22.06.1934 — 1953);
- епископ John J. Reddington (10.04.1954 — 3.07.1974);
- архиепископ Габриэль Гонсум Ганака (5.10.1974 — 11.11.1999);
- архиепископ Игнатий Аяу Кайгама (14.04.2000 — 11.03.2019 — назначен архиепископом-коадъютором Абуджи);
- архиепископ Matthew Ishaya Audu (6.01.2020 — по настоящее время).

## Источник
- Annuario Pontificio, Libreria Editrice Vaticana, Città del Vaticano, 2003, ISBN 88-209-7422-3
- Булла Praedecessorum Nostrorum Архивная копия от 5 октября 2018 на Wayback Machine, AAS 27 (1935), стр. 252]  (лат.)
- Булла Praeclara Christi Архивная копия от 3 сентября 2013 на Wayback Machine, AAS 46 (1954), стр. 38  (лат.)
- Булла Universae Ecclesiae Архивная копия от 8 февраля 2012 на Wayback Machine  (лат.)